# Cultura di Serra d'Alto

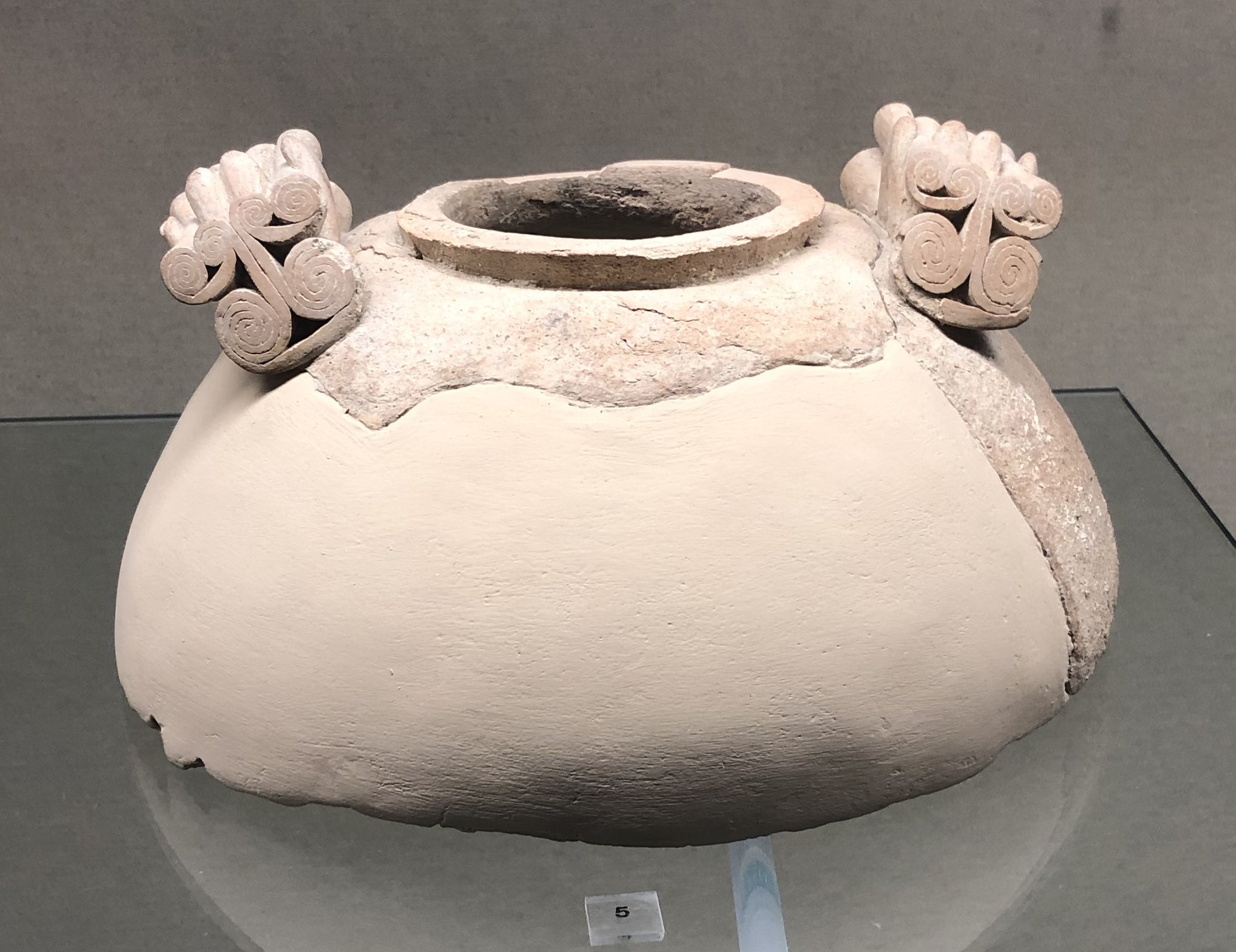
Un'olla sferica con anse della Cultura di Serra d'Alto (da Paterno)

La cultura di Serra d'Alto è una cultura neolitica dell'Italia che si sviluppò durante la seconda metà del V millennio a.C. Prende il nome dall'omonimo sito nella zona di Matera, nel sud del paese. Quest'ultimo è stato scavato all'inizio del XX secolo da Ugo Rellini e Domenico Ridola.

## Datazione ed estensione geografica
Come la maggior parte delle culture neolitiche ed eneolitiche in Europa, la cultura di Serra d'Alto è essenzialmente definita dallo stile della ceramica. Quest'ultima appare in siti nel centro e nel sud della penisola italiana e della Sicilia occidentale. È puntualmente presente oltre queste regioni. Le date più antiche per questa cultura risalgono alla prima metà del V millennio a.C. Ha raggiunto il suo apice durante la seconda metà dello stesso millennio ed è ancora attestata all'inizio del IV millennio in connessione con la cultura di Diana.

## Economia e organizzazione sociale

### Stile di vita
La popolazione vive principalmente di agricoltura e allevamento. Le pecore e le capre sono gli animali domestici più comuni. È possibile che durante questa cultura la pastorizia si sia sviluppata fortemente, almeno in alcune aree. Diversi elementi suggeriscono lo sfruttamento del latte di animali domestici. Sono documentate varie attività artigianali, ad esempio la produzione di ceramiche di alta qualità o utensili da taglio di alta tecnologia.

### Scambi
Il commercio a lunga distanza raggiunge una notevole intensità durante questo periodo, come dimostrato da diverse categorie di oggetti e materie prime. L'ossidiana di Lipari raggiunge gran parte della penisola e la Sicilia.
La selce del Gargano, utilizzata soprattutto per la produzione di grosse lame per pressione di leva, è distribuita fino alla pianura padana. È in questo periodo che arriva nella regione di Laterza in Puglia  una grande ascia di giada proveniente dai depositi della regione del Monviso nel sud-ovest delle Alpi. Secondo P. Pétrequin e i suoi collaboratori, quest'ultimo sarebbe stato inviato prima in Bretagna dove sarebbe stato trasformato (una nuova fase di lucidatura e perforazione di un buco nel tallone). Sarebbe poi stato reintrodotto nelle reti commerciali e avrebbe raggiunto l'Italia meridionale.

### Influenze culturali
L'influenza della cultura di Serra d'Alto su altre culture è importante. A volte le imitazioni ruvide dei vasi in stile Serra d'Alto sono state trovate nelle sepolture nel sito di Le Mose in Emilia-Romagna e nel sito di La Vela vicino a Trento nelle Alpi meridionali.

## Villaggi e loro distribuzione
Durante il VI e di nuovo all'inizio del V millennio, il Tavoliere e il Materano sono caratterizzati da una notevole densità di villaggi e quindi da un'alta densità di popolazione. Durante il V millennio, durante lo sviluppo della cultura di Serra d'Alto, si riscontra un crollo della popolazione di queste regioni, probabilmente legato a un degrado del clima che rende queste aree sfavorevoli all'agricoltura.. Al contrario, i villaggi si svilupperanno in aree con poca o nessuna popolazione, ad esempio in Campania (Botteghelle). Le capanne sono per lo più circolari e semi interrate. Molte grotte naturali sono frequentate durante questo periodo, forse in parte durante la transumanza.

## I siti funerari e i luoghi di culto
Rispetto alle culture che la precedono, la cultura di Serra d'Alto mostra un importante sviluppo delle pratiche funerarie e di culto. È durante quest'ultimo periodo che si sviluppano gli ipogei, ad esempio quelli di Cala Colombo e Santa Barbara nella regione di Bari vicino alla costa adriatica. C'è anche lo sviluppo di sepolture e strutture religiose in villaggi abbandonati da secoli; le tombe sono scavate nei vecchi fossati che circondano questi villaggi, per esempio alla Masseria Candelaro nel Tavoliere.

## Le produzioni materiali

### La ceramica
La ceramica caratteristica di questa cultura è di altissima qualità; l'impasto è estremamente fine e molto ben preparato, la cottura della ceramica ad alta temperatura è perfettamente controllata. Le superfici sono levigate. Le decorazioni dipinte, particolarmente abbondanti, sono costituite da motivi geometrici (meandri, dama, spirali, ecc.). Le forme dei vasi sono piuttosto varie: le tazze sono numerose, ci sono anche diversi tipi di pentole e brocche. La forma delle maniglie di queste ceramiche è molto varia e spesso molto elaborata. Accanto a questa ceramica di alta qualità, ci sono anche ceramiche più grossolane sia nella realizzazione che nelle decorazioni.

### Lavorazione con utensili in pietra tagliata
Lo sfruttamento della selce del Gargano attraverso le miniere con gallerie e camere sotterranee, sviluppate dal VI millennio sembra segnare un cambiamento molto importante in questo periodo. Tuttavia, si trova ancora nel centro e nel sud della penisola e eccezionalmente oltre le lame per pressione o a pressione di leva su questa materia prima. Nel sud-est della Sicilia, la selce dei Monti Iblei viene anche utilizzata per la produzione di lame per pressione e per pressione a leva che raggiungono probabilmente Malta.
Durante la cultura di Serra d'Alto, compaiono le prime punte di freccia che si sviluppano molto intensamente durante le seguenti colture.

### Tamponi e utensili in osso
Tamponi o pintaderas sono fatti di terracotta e misurano alcuni centimetri. Si suppone che siano stati utilizzati per la realizzazione di decorazioni stampate.
Gli strumenti ossei sembrano più abbondanti rispetto alle culture precedenti. Troviamo punte e spatole.

## Produzioni artistiche
È possibile che le pitture parietali della grotta di Porto Badisco nella zona di Otranto siano state realizzate durante questo periodo: alcuni dei motivi figurativi evocano fortemente le decorazioni delle ceramiche in stile Serra d'Alto..